# Takeru Otsuka
Takeru Otsuka –en japonés, 大塚健, Otsuka Takeru– (2 de abril de 2001) es un deportista japonés que compite en snowboard, especialista en la prueba de big air. Consiguió tres medallas de oro en los X Games de Invierno.

## Medallero internacional
| \| X Games de Invierno \| X Games de Invierno \| X Games de Invierno \| X Games de Invierno \| \| Año \| Lugar \| Medalla \| Prueba \| \| ------------------- \| ---------------------- \| ------------------- \| ------------------- \| \| 2018 \| Bærum (Noruega) \| Medalla de oro \| Big air \| \| 2019 \| Aspen (Estados Unidos) \| Medalla de oro \| Big air \| \| 2023 \| Aspen (Estados Unidos) \| Medalla de plata \| Big air \| |                        |                  |         |
| X Games de Invierno |                        |                  |         |
| Año | Lugar                  | Medalla          | Prueba  |
| 2018 | Bærum (Noruega)        | Medalla de oro   | Big air |
| 2019 | Aspen (Estados Unidos) | Medalla de oro   | Big air |
| 2023 | Aspen (Estados Unidos) | Medalla de plata | Big air |